# Acisclo Muñiz Vigo
Acisclo Muñiz Vigo (Oviedo, 17 de noviembre de 1866 - 11 de febrero de 1941) fue un profesor de geografía y cervantista español. Nació el 17 de noviembre de 1866 y estudió Filosofía y Letras en la Universidad de Salamanca en 1891. Se doctoró en Madrid y consiguió, por concurso de méritos, una plaza en un colegio de Reinosa, aunque más tarde se pasaría al Instituto Santander. A partir de 1893 desempeña su labor de docente en el Colegio de la Encarnación de Llanes. En 1900 se traslada al Instituto de Oviedo, donde permaneció cuarenta años, incluso después de su jubilación en 1936. Murió en Oviedo, el 11 de febrero de 1941. Perteneció a la Sociedad Geográfica Nacional y fue designado Caballero de la Orden Civil de Alfonso XII. Colaboró asiduamente con la prensa asturiana.
El 30 de diciembre de 1977, el Ayuntamiento de Oviedo decidió recordarle dándole su nombre a una vía urbana, la Calle Acisclo Muñiz Vigo. Fue padre del músico Ángel Muñiz Toca.

## Obras
- Geografía especial de Asturias

mejor artista